# Ванжура, Эрнест
Эрнест Ванжура, также известен как Арношт Ванчура (чеш. Arnošt Vanžura, Arnošt Vančura, нем. Ernst von Wanczura; ок. 1750, Вамберг, ныне Вамберк, Богемия — после 1801, Санкт-Петербург?) — чешский и русский композитор, музыкант.

## Биография
Происходил из знатного богемского рода Ванчура, носил титул барона. Приобрел некоторую известность в Вене как композитор и пианист. До приезда в Россию был автором не менее 6 оркестровых симфоний, оркестровых «немецких танцев» и клавирного концерта. Ок. 1778 года начал стал капельмейтером и постановщиком в Шклове в театре графа Семёна Зорича.
В 1782 году переехал в Санкт-Петербург, где с 1786 года состоял одним из капельмейстеров придворной оперы и придворным пианистом; партнёрами Ванжуры по ансамблевому музицированию были видные солисты, служившие при российском императорском дворе: Антон Фердинанд Тиц, Жан Батист Кардон и др. Ванжура пользовался покровительством Екатерины Второй и директора императорских театров князя Н. Б. Юсупова. С 1786 года находился в должности Поддиректора Немецких Театров, дослужился до чина Надворного Советника.
Ванжура принимал участие в перестройке Каменного театра, названного впоследствии Большим (ныне — здание Санкт-Петербургской консерватории). Кроме того, Ванжура подавал и проекты об открытии новых театров в Москве, оппонируя М. Медоксу, полагавшему необходимым развивать единственный, уже созданный Петровский театр. В итоге успешно организовал музыкально-театральное дело в Московском Воспитательном Доме, где был поставлен его балет «Венера и Адонис».
В 1785—1792 годах издавал «Journal de musique pour le clavecin ou piano-forte dedié aux dames». Вышло 12 номеров, в которых Ванжура опубликовал ряд собственных сочинений в клавирном изложении.
В 1787 году сочинил музыку оперы «Храбрый и смелый витязь Ахридеич», русское либретто которой — на сюжеты народных сказок о Иване-царевиче — было написано императрицей Екатериной Второй (вместе с А. В. Храповицким). Премьера оперы состоялась 27 сентября (4 октября по н. ст.) 1787 года на сцене Каменного театра; позже опера многократно ставилась также под названием «Иван-царевич».
Закончил службу в 1797 году в результате скандала с Юсуповым.
Исследованию биографии и творчества Ванжуры посвящена обширная статья М. П. Пряшниковой (2010), а также публикации А.Максимовой и работа П.Сербина.

## Сочинения
В России им были сочинены не менее 3 комических опер, балеты и пантомимы. 
Ванжура — автор «Трёх национальных симфоний для большого оркестра на темы различных песен русских, украинских и польских» (фр. Trois Sinfonies nationales a grand orchestre arrangées de plusieurs chansons russes, ukrainiennes et polonoises; Санкт-Петербург, 1798; партитура и клавир опубликованы М. П. Пряшниковой, Киев, 1983). Первые две из них также были опубликованы автором в виде клавирных переложений в так называемом «Журнале для дам» (1785—1791). Эти симфонии считаются одним из ранних примеров обработки народной музыки в симфоническом жанре и, возможно, являются первыми симфониями, написанными в России. Первая часть «Украинской» симфонии (№ 1) использовалась в качестве увертюры к опере «Мельник — колдун, обманщик и сват» и долгое время приписывалась Евстигнею Фомину. «Русская симфония» из этого цикла была в 1998 г. записана британским оркестром старинной музыки «Fiori Musicali», существует также более ранняя запись всех трёх, осуществлённая украинским дирижёром Юрием Никоненко. Ранняя редакция симфонии (около 1782) записана оркестром Пратум Интегрум (Москва). В 1799 году в Санкт-Петербурге были изданы также три симфонии ор.2 [C,f, d].
Ванжуре принадлежат квартеты для клавесина, флейты, скрипки и виолончели (не обнаружены), струнные трио (не обнаружены), клавирные пьесы.